# Caumont-sur-Garonne
Caumont-sur-Garonne település Franciaországban, Lot-et-Garonne megyében. Lakosainak száma 815 fő (2022. január 1.). Caumont-sur-Garonne Taillebourg, Fourques-sur-Garonne, Le Mas-d’Agenais, Sainte-Marthe és Sénestis községekkel határos.

## Népesség
A település népességének változása:
| Lakosok száma | 421  | 462  | 503  | 586  | 650  | 677  | 726  | 774  | 789  | 815  |
|               | 1968 | 1982 | 1990 | 2006 | 2013 | 2015 | 2017 | 2019 | 2020 | 2022 |